# Wojciech Odrowąż-Pieniążek
Wojciech Odrowąż-Pieniążek (ur. 1836 w Kalinowcu na Kujawach, zm. 7 lipca 1902 w Rymanowie) – oficer kawalerii powstania styczniowego, obywatel ziemski.

## Życiorys
Walczył w partii Mielęckiego, oddziale Calliera, był adiutantem Taczanowskiego. Dowodził oddziałem kawalerii w partii Działyńskiego. Wziął udział w potyczkach pod Izbicą, Nową Wsią, Mieczownicą, Olszową, Bieniszewem i Brdowem, gdzie został ranny. Tam został wzięty do niewoli. Skazany na zesłanie do guberni wiackiej.
Zmarli powstańcy 1863 roku zostali odznaczeni przez prezydenta RP Ignacego Mościckiego 21 stycznia 1933 roku Krzyżem Niepodległości z Mieczami.
Pochowany został na cmentarzu Powązkowskim w Warszawie, kwatera 39, rząd 3, miejsce 21,22.

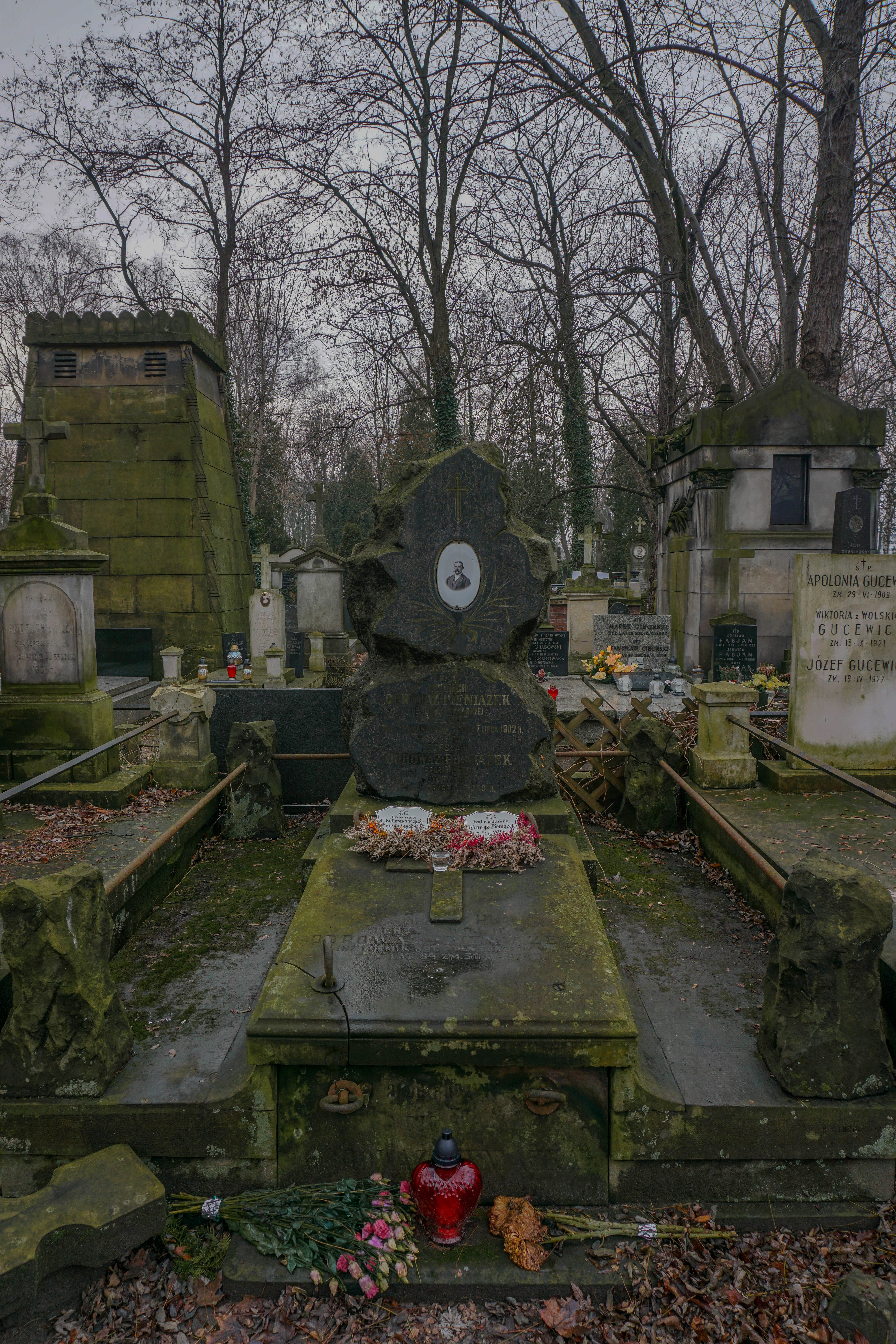
Grób Wojciecha Odrowąża-Pieniążka na cmentarzu Powązkowskim